# Santullán
Santullán es una localidad y junta vecinal del municipio de Castro-Urdiales (España). 
En el año 2015 contaba con una población de 629 habitantes (INE). 
La localidad se encuentra a 110 metros de altitud sobre el nivel del mar, y a 3 kilómetros de la capital municipal, Castro-Urdiales.
En sus proximidades se sitúa un castro, descubierto por González Cuadra en la década de los sesenta, atribuido al periodo Hierro II, muy deteriorado por haber sufrido gran cantidad de excavaciones furtivas.

## Administración
Santullán, como Junta Vecinal ostenta la condición de entidad local de ámbito territorial inferior al municipio y está dotada de personalidad jurídica propia y plena capacidad de obrar y goza de las potestades y prerrogativas establecidas para las Administraciones Públicas; tiene las mismas potestades y prerrogativas que las previstas por las leyes para los municipios, con excepción de la potestad expropiatoria y de la potestad tributaria. 
Son competencias de la Junta Vecinal la administración y conservación de su patrimonio y la prestación de servicios y ejecución de obras que sean de exclusivo interés de la entidad local menor. 
Son órganos de la entidad local el Alcalde Presidente, como órgano unipersonal ejecutivo y la Junta, como órgano colegiado, integrado por el presidente y cuatro vocales. El mandato de los miembros de la Junta Vecinal es el mismo que el de los Ayuntamientos (4 años). El presidente de la Junta Vecinal es elegido directamente por los electores en las elecciones locales, los Vocales son designados a propuesta de los distintos partidos políticos.

## Enlace
Junta Vecinal de Santullán (Ayuntamiento de Castro-Urdiales)